# Aed Buide mac Domnaill Óig
Aed Buide mac Domnaill Óig  (mort en 1283) surnommé en anglais the Tawny (le Fauve) est  roi de Tir Éogain en 1260; déposé 1261; restauré de 1263 jusqu'à sa mort.

## Origine
Aed Buide est le fils aîné de Domnall Óg mac Aeda Meith Ua Néill, lui-même fils de Áed Méith.

## Règne
Après la défaite et la mort de Brian Ua Neill lors de la bataille Bataille de Druim Dearg Aed Buide  issu de la lignée ainée du Cenel Eoghain accède au trône. La même année Conchobar le frère de Brian Ua Neill tue « le plus digne représentant du clergé du Cenel Connail » en la personne de Conchobar Uu Firghil dans le Doirce de Colomba. L'agresseur meurt immédiatement  par l'intercession du Saint. La même année Aed Buide est chassé du royaume par son prore frère Niall Culanach.
Deux ans plus tard après avoir tué Donnsleibe mac Cathmail chef du Cenel Feradhaigh Aed Ua Neill reprend son trône  il épouse ensuite la fille de Mac Goisdealbaigh. En 1264 il prend le contrôle du royaume d'Arghialla.
En 1265 allié avec Gautier de Bourg, comte d'Ulster, il mène une expédition guerrière sans résultat contre le Cenell Conaill. En 1283 il est tué par Brian mac Mathgamma  (Mac Mahon), les gens d'Airgíalla et  Gilla-Isa Roe fils de Domnall Ua Raghllaigh (O'Reilly) 
Aed Buide mac Domnaill Óig est le fondateur éponyme du « Clann Aodha Buidhe  » anglicisé postérieurement en « Claneboy ou Clandeboy »

## Postérité
Aed Buide laisse deux fils
- Cu Ulad
- Brian roi de Tir Éogain (1291-1295)